# Томас Цибула
Томас Цибула (на немски: Thomas Ziebula) е германски писател на бестселъри в жанра фентъзи, научна фантастика, и исторически романи. Пише основно под псевдонима Йо Цибел (Jo Zybell), ползвал е и псевдонима Фридрих Якуба (Friedrich Jakuba).

## Биография и творчество
Томас Цибула е роден през зимата на 1954 г. в Дюселдорф, Германия. Семейството му е от село в Долна Лужица (в района на Котбус), където прекарва детството си. Баща му работи за западна разузнавателна служба, и когато е заподозрян от Щази емигрира от ГДР със семейството си на запад. Израства в долината на Мургтал, Ращат и Карлсруе. Още като юноша започва да пише различни разкази и стихотворения наситени с тревожност и самота.
След завършване на средното си образование работи най-различни дейности – обслужва грил за пилета, измазва стени като строителен работник, кара такси, бил е проповедник в Каринтия и дякон в Дортмунд, социален работник в психиатрична болница в Шварцвалд, и др. Като проповедник и социален работник разбира, че може да пише успешно и опитва с разкази и стихотворения.
Първите му работи са публикувани през 1994 г. През 1996 г. издава първата си книга за деца за носогора Неро под псевдонима Йо Цибел.
През 1997 г. семейството му, което тогава е с 3 деца, се мести в Рурската област и той отново започва да пише, този път документална книга за литературния герой агента на ФБР Джери Котън.
През 1999 г. е нает от Михаел Шоненброхер от издателство „Бастион“ като основен автор на фентъзи поредицата „Мадракс – Тъмното бъдеще на Земята“. Първият роман „Богът от ледовете“ е публикуван през 2000 г. Поредицата включва над 350 тома от различни автори, като Томас Цибула (Йо Цибел) участва с 67 романа. През 2001 г. за тях печели наградата на немските читатели за най-добър фентъзи писател.
От 2010 г. започва да публикува и самостоятелни романи, като се насочва и към историческата тематика.
Томас Цибула живее със съпругата си и четирите си деца в района на Карлсруе.

## Произведения

### Самостоятелни романи
- Die Tochter der Goldzeit (2010)
- Die Traummeister (2011)
- Rebellen der Galaxis (2012)

### Серия „Том Пърсивал“ (Tom Percival)
1. Tom Percival und das Geheimnis von Saint Joseph (2012)
2. Tom Percival und der Clan der Raben (2012)
3. Tom Percival und die Priester des Baal (2012)

### Серия „Тридесетгодишната нойна“ (Dreißigjährigen Krieges)
1. Der Gaukler (2013)

#### Серия „Мадракс – Тъмното бъдеще на Земята“ (Maddrax – Die dunkle Zukunft der Erde)
поредицата „Мадракс“ има общо 15 цикъла с над 350 тома от различни автори, като Роналд Хан (35 книги), Бернд Френц (37 книги) и др.

##### Според първото издание
1. Богът от ледовете, Der Gott aus dem Eis (2000)
2. Градът на прокълнатите, Stadt der Verdammten (2000)
10. Богове и варвари, Götter und Barbaren (2000)
12. Die Sekte des Lichts (2000)
17. Blick in die Vergangenheit (2000)
18. Die Erben der Menschheit (2000)
21. Aufbruch in die „Neue Welt“ (2000)
24. Beim Volk der 13 Inseln (2000)
28. Arena der Götter (2001)
34. Der Weg nach Westen (2001)
35. Wettlauf gegen die Zeit (2001)
40. Die Faust Gottes (2001)
47. Die letzten Tage von Riverside (2001)
50. Die Mission
51. Im Orbit (2001)
55. Von Rache getrieben (2002)
62. Auf dem Gipfel der Welt (2002)
66. Der Preis des Überlebens (2002)
68. Die Allianz (2002)
74. Tauchfahrt ins Ungewisse (2002)
82. Das Geheimnis der Kristalle (2003)
83. Das Ende der Unschuld (2003)
86. Die Bunkerliga (2003)
97. Die Rückkehr (2003)
100. Die neue Spezies (2003)
101. Schiffbrüchige des Universums (2003)
110. Kampf um Coellen (2004)
111. Das Schlangen-Ei (2004)
119. Mörderhirn (2004)
120. Sterben in Berlin (2004)
124. In der Gewalt der Daa'muren (2004)
135. In der Falle (2005)
139. Kreis der Telepathen (2005)
143. Rulfan von Coellen (2005)
147. Stunde X (2005)
148. Operation Harmagedon (2005)
155. Reiseziel: Mars (2006)
156. Auf dem roten Planeten (2006)
157. Das Erbe der Alten (2006)
160. Die Schrecken von Kabuul (2006)
167. Tor in die Vergangenheit (2006)
168. Das fremde Leben (2006)
169. Der Weltenwanderer (2006)
171. Todfeinde (2006)
177. Im Reich der Hydriten (2006)
180. Die Enkel der Astronauten (2006)
181. Der ewige Turm (2006)
183. Die Stadt Gottes (2007)
187. Angriff der Anangu (2007)
190. Der Finder (2007)
191. Das Duell (2007)
194. Die Hölle der Erkenntnis (2007)
198. Sohn und Dämon (2007)
199. Schlacht der Giganten (2007)
200. Die Suche beginnt (2007)
203. Die Wüstenfalle (2007)
206. Unterirdisch (2007)
212. Beim Stamm der Silberrücken (2008)
215. Die Macht des Sehers (2008)
216. Jenseits von Raum und Zeit (2008)
222. Angriff auf die Wolkenstadt (2008)
223. Die Sünden des Sohnes (2008)
228. Crows Schatten (2008)
234. Das Drachennest (2009)
242. Im Fadenkreuz (2009)
248. Entfesselte Gewalten (Maddrax) (2009)
250. Rückkehr nach Euree (2009)
257. Die Spur der Schatten (2009)
264. Verschollen (2010)
268. Schritt in die Unsterblichkeit (2010)
275. Licht und Schatten (2010)
298. Beim Ursprung (2011)
299. Das letzte Duell (2011)
303. Tod einer Königin (2011)
306. Ein Hort des Wissens (2011)
318. Im Land des Tyrannen (2012)
319. Paris – verbotene Stadt (2012)
330. Fremdwelt (2012)
334. Die Beute des Archivars (2012)
336. Facetten der Furcht (2012)
350. Der Kult (2013)

##### Според второто издание с твърди корици
1. Apokalypse – Der Tod kommt aus dem All (2002)
2. Genesis – Die Welt nach dem Kometen (2002)
3. Der schwarze Feind (2002)
8. Die Expedition (2004)
14. Rulfan (2007)
18. Der lange Weg nach Waashton (2008)
21. Jagd durch die Zeiten (2008)
22. Das Tor ins Jenseits (2009)
24. Das Volk der 13 Inseln (2009)
25. Der Feuerrohrpriester (2010)

##### Серия „Хората от дълбочините“ (Das Volk der Tiefe)
серията е страничен клон на поредицата „Мадракс“
4. Zwischen Leben und Sterben (2007)
5. Tag der Vernichtung (2007)
6. Erstarrte Zeit (2007)
от серията има още 9 романа от различни автори

### Сборници
- Spiegelungen (1994) – 2 разказа и 10 стихотворения
- „Bullerboks Ende“ в „Große Geschichten vom Kleinen Volk“ (2012)

### Детска литература
- Nero Nashorn (1996)
- Maximilian aus dem Spiegel (2013)

### Документалистика
- Jerry Cotton – nichts als Wahrheit und Legenden (2003) – под псевдонима Фредерик Якуба